# Kanon (візуальна новела)
Канон («Kanon», «Canon») — японський візуальний роман для дорослих, розроблений студією Key і випущений 4 червня 1999 року для ПК з операційною системою Windows. Пізніше Key випустила версії Kanon без еротичного вмісту, і гру було перенесено на Dreamcast, PlayStation 2 та PlayStation Portable. Історія розповідає про життя Юічі Айзави, старшокласника, який повертається до міста, яке він відвідав востаннє відвідував сім років тому, він мало пам'ятає про події того часу. Він зустрічає кількох дівчат і повільно повертає собі втрачені спогади. Ігровий процес у Каноні йде за розгалуженою сюжетною лінією, яка пропонує заздалегідь визначені сценарії з курсами взаємодії та фокусується на привабливості п'яти головних героїнь. Одного разу ця гра стала другою найбільш продаваною комп'ютерною грою, що продавалась в Японії, і після цього ще декілька разів потрапляла у топ-50 національних рейтингів. Канон продала понад 300 000 одиниць на декількох платформах.
Після виходу гри Канон здійснив кілька переходів в інші засоби масової інформації. Дві серії манги були серіалізовані в Dengeki Daioh та Dragon Age Pure. Також видавалися антології коміксів , ранобе, художні книги, аудіодрами та кілька музичних альбомів. Toei Animation випустила 13-серійний аніме-телевізійний серіал у 2002 році та оригінальний епізод відео-анімації (OVA) у 2003 році. У 2006 році Kyoto Animation створила 24-серійний аніме-серіал. Аніме 2006 року було ліцензовано та синхронізовано англійською мовою ADV Films у 2008 році, але ліцензія була надана Funimation після закриття ADV Films. Аніме 2006 року грає на асоціацію між словами Канон (назва візуальної новели) і музичним терміном канон, використовуючи Kanon D-Dur від Йоганна Пахельбеля, або Canon Д мажор , в якості фонового шматка в деяких випадках упродовж серій.

## Ігровий процес
Канон — це романтичний візуальний роман, в якому гравець бере на себе роль Юічі Айзави (головного героя). Значна частина ігрового процесу витрачається на читання діалогів. Канон слідує за розгалуженою лінією сюжету з кількома закінченнями, і залежно від рішень, які гравець приймає під час гри, сюжет буде прогресувати в певному напрямку.
Існує п'ять основних сюжетних ліній, які гравець зможе випробувати, по одній для кожної з героїнь історії. Протягом ігрового процесу гравцеві надається кілька варіантів на вибір, і просування діалогу зупиняється в цих точках, поки не буде зроблено вибір. Щоб переглянути всі лінії сюжету в цілому, гравцеві доведеться кілька разів переграти гру і вибрати різні варіанти для подальшого сюжету в інший напрямок. Після того, як сценарій Меї завершиться, повтор її маршруту запропонує додатковий вибір, щоб зіграти через історію Саюрі. Джун Маеда, який працював над сценарієм, прокоментував у березні 2001 р., що у японської публіки, можливо, склалося враження, що студія Key робить заспокійливі ігри через вплив антуражу Канона, але Маеда підтвердив, що жодна людина яка працювала над « Каноном» так не думала.
У версіях гри для дорослих є сцени із сексуальними CG, що зображують Юічі та одну з героїнь, які займається сексом. Пізніше Key випустив версії Kanon без еротичного змісту. Версії, що включають вміст для дорослих, мають одну явну сцену сексу в кожному з п'яти основних сюжетних маршрутів, крім однієї сцени фантазії. Поза ними є дві сцени з наготою. Ючі Судзумото, сценарист, який працював над пізнішими працями студії Key, прокоментував, що сексуальні сцени в Каноні дуже замкнуті в собі, і їх можна легко видалити, не змінюючи історію. Маеда зауважила, що секс-сцени не були написані з урахуванням репродукції.

## Сюжет

### Сеттінг та теми
У історії Канона є кілька важливих місць, хоча назви цих самих місць рідко чітко згадуються у роботах студії Key. Події історії відбуваються взимку, і оскільки протягом всієї історії періодично падає сніг, місто завжди представлене вкритим шаром снігу. Торговий район має своє відображення у всій історії, коли герої їдуть у місто, і особливо, коли Аю з'являється в ранній історії. Середня школа, яку відвідують Юїчі та інші головні герої, включаючи пришкільну ділянку, яка представлена переважно в історіях які включають Шіорі та Маї, і в іншому випадку це загальна обстановка, де Юічі взаємодіє з іншими персонажами.
У історії є повторювані теми. Музична тема присутня, заголовки епізодів з аніме 2006—2007 років мають у своїх назвах частини, пов'язані з музикою, такі як увертюра та інтроіт. Велику роль в історії відіграють чудеса; сюжетна лінія Канона і персонажі є під впливом різних випадків, в яких відбуваються чудеса. Акти обіцянок та виконання обіцянок часто зустріча.ться в історії. Зрештою Юічі дає важливі обіцянки п'ятьом головним дівчатам, одночасно виконуючи минулі обіцянки, які він дав чотирьом із них, коли він у дитинстві відвідував місто.
Одним з найголовніших мотивів історії є амнезія, або втрата пам'яті; троє головних героїв — Юічі, Аю та Макото — страждають втратою пам'яті в різних ступенях; це використовується як сюжетний пристрій для просування сюжету. Інший мотив стосується улюблених страв п'яти головних героїнь. Журнал Newtype USA заявив у статті про Канон, що «саме коли герої їдять щось справді смачне, вони здаються найкрасивішими та найживішими», незважаючи на похмуру обстановку та загальний тон серіалу. Ці п'ять продуктів на вибір: тайякі (Аю), полуниця (Наюкі), нікуман (Макото), морозиво (Шиорі) та гюдон (Май).

### Основні персонажі
Гравець бере на себе роль Юічі Айзави, головного героя Канона. Він цинічний 17-річний старшокласник, і, як відомо, він жартує над дівчатами свого віку, яких він знає та з якими взаємодіє протягом всієї історії. Незважаючи на це, Юічі дуже відданий і буде докладати максимум зусиль, щоб догодити іншим, навіть за рахунок власних грошей та часу. Як правило, він має безкорисливу особистість і не вимагає багато від інших натомість того, що він робить для них. Аю Цукімія, головна героїня Канону, — невисока, чудна та загадкова дівчина, яку одразу впізнають за крилатим рюкзаком, рудим волоссям та схильністю звертатися до себе за допомогою чоловічого займенника boku (яп. 僕). Вона любить їсти тайякі і славиться своєю крилатою фразою «угу», яку вона бурмоче як вираз різних негативних емоцій, таких як розчарування, біль, страх і т.д. Перша двоюрідна сестра Юічі Наюкі Мінасе, інша героїня Канону, була закохана в нього з дитинства, та повинна навчитися справлятися зі своїми почуттями, особливо в зв'язку з загрозою: він може закохатися в одну з інших дівчат. Наюкі розмовляє помітно повільніше, ніж оточуючі, і постійно відчуває проблеми з прокиданням вранці, крім випадків, коли вона встає перед Юічі, на його подив.
Юічі зустрів, через кілька днів після прибуття в місто, третю героїню Канону Макото Саватарям, молоду дівчину, яка втратила свої спогади, але, незважаючи на це, вона впевнена, що вона ображається на Юічі з моменту, коли він в останній раз відвідав місто. Макото має пустотливу сторону і постійно розігрує Юічі. Вона має спорідненість із весною і одного разу побажала, щоб вона назавжди залишилася весною. Юічі випадково натрапляє на Шіорі Місаку, ще одну героїню та школярку першого курсу середньої школи, яка страждає незрозумілою хворобою від народження. Її страждання призвели до того, що вона стала дуже фізично слабкою, і вона майже завжди відсутня в школі через це. Вона намагається бути міцною, не зважаючи на свій стан, і добре ладнає з іншими, хоча через свій стан вона не знає дуже багато людей свого віку. П'ята і остання героїня в Каноні — Май Кавасумі, студентка третього курсу тієї ж середньої школи, яку відвідує Юїчі. Вона холодно ставиться майже до всіх, але, незважаючи на це, насправді вона дуже добра і турботлива людина; вона «карає» того, хто жартує над нею, даючи їм легку відбивну карате до голови.

### Історія
Історія Канону обертається навколо групи з п'яти дівчат, чиє життя пов'язане з тим же хлопчиком. Юічі Айзава — ученик другого курсу середньої школи, який відвідував місто, де історія відбувається за сім років до початку Канона. Історія починається в середу, 6 січня 1999 р. коли Юічі приїжджає до міста, дуже відірваний від нього та його жителів. До повернення вирішено, що він повинен залишитися зі своєю двоюрідною сестрею Наюкі Мінасе та її матір'ю Акіко. Після тривалої відсутності Юічі забув майже все, крім незначних подробиць того, що сталося за сім років до цього, і йому потрібно згадати про те, що він забув. Спочатку Наюкі намагається неодноразово натискати на пам'ять, але невдало. Протягом усієї історії, коли він дізнається про надприродні відтінки міста, Юічі нагадує про події семирічної давнини.
На наступний день після повернення Юічі він виїжджає з Наюкі, яка проводить його по місту. Наюкі згадує, що їй доводиться купувати їжу на вечерю, але Юїчі неохоче заходить з нею в магазин. Через декілька хвилин після того, як Наюкі залишає його чекати на тротуарі, дивна дівчина на ім'я Аю Цукімія врізається в нього із невеликим попередженням. Оговтавшись, вона затягує його до сусіднього кафе і зізнається, що ненавмисно викрала сумку, наповнену тайякі, після випадкового відлякування продавцем, перш ніж вона мала можливість заплатити. Вони вирішують зустрітися ще раз, і Аю погоджується. Через кілька днів після того, як він був у місті, до Юічі потрапляє дівчина на ім'я Макото Саватарі, яка втратила спогади, хоча досі пам'ятає, що вона ображається на нього з того часу, коли він востаннє відвідував місто. Після того, як вона знисилюється на вулиці, він забирає її додому і дізнається про її ситуацію. Акіко дає їй дозвіл жити з ними поки що, що суперечить плану Юїчі передати її в поліцію.
Ще одна дівчина, яка пов'язана з минулим Юічі, — це Май Кавасумі, яка навчається в його середній школі на третьому курсі. Вона бере на себе боротьбу та перемогу демонів вночі, поки школа безлюдна. Через це її постійно звинувачують у нещасних випадках, бо вона ніколи їх не заперечує, будучи занадто щирою, щоб щось сказати, і знаючи, що ніхто не повірить, що в школі є демони. Юічі випадково зустрічає п'яту дівчину на ім'я Шіорі Місака, яку він знайомить разом з іншими чотирма героїнями історії. З самого народження вона страждає від незрозумілої хвороби, яка робить її слабкою аж до відсутності в школі через неї. Юічі починає з нею більше розмовляти, помітивши її одного разу на шкільному подвір'ї. Виявляється, Шіорі майже щодня стоїть надворі на шкільному майданчику, бо хоче познайомитися з кимось дорогим їй.

## Розробка
Більшість співробітників розвитку Канону спочатку працювали для візуального роману видавця Nexton під фірмовим Tactics. Після випуску третьої гри бренду One: Kagayaku Kisetsu e більшість співробітників Tactics залишили Nexton, щоб продовжувати працювати в іншій видавничій компанії, де вони могли б мати свободу при створенні своєї наступної гри. Ітару Хінуе, який раніше працював у Visual Arts, познайомив членів-засновників Key з президентом Visual Arts Такахіро Бабою. Баба дав розробникам свободу, яку вони бажали, і вони офіційно перейшли у Visual Arts, де 21 липня 1998 року створили Key і розпочали виробництво Канон. План візуального роману очолював Наокі Гісая, який також був одним із двох сценаристів Джуна Маеди. Хісая писав сценарії для Аю, Наюкі та Шіорі, тоді як Маеда писав маршрути для Макото та Май. Художній напрям очолив художник Key, Ітару Хінуе, який працював над дизайном персонажів та комп'ютерною графікою. Подальша комп'ютерна графіка була розподілена між трьома людьми — Dinn, Miracle Mikipon, Shinory — і фони локацій були зроблини Торіном. Музику в грі складали OdiakeS, Shinji Orito та Jun Maeda. «Канон» був першим і останнім візуальним романом, розробленим Key, над яким працювали двоє з головних співробітників — Наокі Гісая та ОдіакеС, перш ніж проводити подібний напрямок роботи в інших студіях, які розроблюють візуальні романи.

## Адаптації

### Ранобе
П'ять ранобе для дорослих, написаних Маріко Шимідзу та опублікованих Paradigm, вийшли в Японії в період з жовтня 1999 р. по серпень 2000 р. Обкладинку та внутрішні ілюстрації намалював Ітару Хінуе, художник, який намалював твір у візуальному романі. Основою для кожного роману була одна з кожної з п'яти героїнь і мала заголовки, взяті з музичних тем, що стосуються кожного персонажа оригінальної гри. Першими двома випущеними були Yuki no Shōjo (яп. 雪の少女, Girl in the Snow, Nayuki) та Egao no Mukougawa ni (яп. 笑顔の向こう側に, Beyond the Smile, Shiori) у грудні 1999 року. Третім був Shōjo no Ori (яп. 少女の檻, Girl's Prison, Mai) випущений у квітні 2000 року, а четвертий роман був озаглавлений «Лисиця і виноград» (Makoto), випущений через два місяці. Останній роман під назвою " Hidamari no Machi (яп. 日溜りの街, A Sunny City, Ayu) вийшов у серпні 2000 року. Paradigm перевидали п'ять романів в поєднанні з Visual Arts під їх імпринтом VA Бунко, де було видалено еротичні сцени, починаючи з Yuki no Shōjo 27 червня 2009 року і закінчуючи Hidamari no Machi 26 грудня 2009 року. Щоб компенсувати зниклий еротичний зміст, Шимідзу написав додатковий вміст для кожного тому. Шостий роман під назвою Kanojotachi no Kenkai (яп. 彼女たちの見解, The Girls' Opinions) для персонажа другого плану Саюрі Курата, написаний Шимідзу та проілюстрований Дзен, вийшов 31 березня 2011 р.

### Драматичні компакт-диски та радіо-шоу
Набір із п'яти драматичних компакт-дисків вийшов у проміжок часу між 29 вересня 2000 року та 27 квітня 2001 року, причому кожен том зосереджувався на різній героїні. Набір із п'яти антологічних драматичних компакт-дисків вийшов у проміжок часу між 22 грудня 2001 року та 25 травня 2002 року, причому кожен том знову зосереджував увагу на іншій героїні. Радіопрограма з просування порту Dreamcast в Каноні під назвою Kanon: The Snow Talk Memories Yuki Furu Machi no Monogatari (яп. Kanon -The snow talks memories- 雪降る街の物語) транслювала 13 серій з 6 жовтня по 29 грудня 2000 року. Шоу, продюсер якого Movic, проводили Юкарі Тамура та Томоко Кавакамі, голоси Май Кавасумі та Саюрі Курата, відповідно. Радіо драма під назвою Minase-sanchi (яп. 水瀬さんち) транслювала 53 епізодів між 6 жовтнем 2001 року і 5 жовтнем 2002 року. Шоу, яке транслювалося на радіо TBS і радіо Kansai, проводив Юко Мінагуті, голос Акіко Мінасе, а оповідав Ацусі Кісайчі. Гостями також були голоси акторів з Канону. П'ять томів збірки компакт-дисків, що містять усі трансляції шоу, вийшли в проміжок часу між 30 серпня 2002 року та 26 квітня 2003 року

### Манга
Перша манґа Kanon, яку проілюструвала Петі Морішима, була серіалізована у журналі про мангу Dengeki Daioh від MediaWorks між лютим 2000 року та липнем 2002 року. Пізніше окремі глави були зібрані у два окремі томи танкбону, опубліковані MediaWorks під їхнім відбитком Dengeki Comics, виданим у вересні 2000 року та 27 липня 2002 року Всього є шість глав, по три в кожному томі. Окрім прологу в першому томі та епілогу в другому, чотири інші глави стосуються чотирьох головних героїнь. З перших по четвертий розділи головними героїнями є: Шиорі Місака, Макото Саватарі, Май Кавасумі та Аю Цукімія. Щоб компенсувати, що Наюкі не отримала жодної глави, історія видозмінена тим, що Наюкі знаходиться в більшості сцен, в яких Юічі. Перша манга відрізняється від візуального роману тим, що історії Шіорі, Макото та Май не розказуються повністю. Близько кінця кожної з історій цих дівчат спочатку мали на меті дати глядачеві відповіді, що залишились, але версія манги передчасно закінчує історії цих дівчат. Це було пов'язано з тим, що манга приділяла більше уваги історії Аю.
Друга манга, яку проілюстрував Кінуса Шімоцукі під головною назвою Kanon: Honto no Omoi wa Egao no Mukōgawa ni (яп. Kanon ホントの想いは笑顔の向こう側に, Kanon: The Real Feelings of the Other Side of the Smiling Face) з підзаголовком кожна шкода Канону, були серіалізовані між двома та семи томами журналу Dragon Age Pure Фудзімі Шобо, що продавався між 29 червня 2006 р. та 20 жовтня 2007 р. відповідно. Перший том вийшов в Японії 1 квітня 2007 року і був присвячений історії Наюкі. Другий том вийшов 8 грудня 2007 року і був присвячений іншим чотирьом героїням. Загалом є дев'ять розділів, п'ять в першому і чотири в другому.
Також було багато випусків антологій манги, випущених різними компаніями та написаних багатьма різними художниками. Перший том найдавнішої антологічної серії, випущений Ichijinsha під назвою Kanon Comic Anthology, вийшов у листопаді 2000 року під маркою DNA Media Comics. Томи цієї серії продовжували виходити ще два роки, закінчуючись у грудні 2002 року 14-м томом; додатковий 15-й том був виданий пізніше в лютому 2007 року. Також Ічіджінша випустив ще два томи антологічних колекцій коміксів з чотирьох панелей під назвою Kanon 4-koma Kings у квітні та червні 2001 р. Softgarage випустив антологію в одному томі в грудні 2002 року під назвою Kanon Anthology Comic. У квітні 2004 року Охзора випустив антологію, що складається з творів, заснованих як на Канон, так і на ефірі, під назвою « Хару Урара: Канон і Ейр».
У період з червня по серпень 2004 року Озора також видав п'ять окремих томів манги на основі Канона, намальованих п'ятьма окремими художниками. Пізніше Озора зібрав деякі опубліковані раніше антології манги у два томи під назвою Kanon Anthology Comics Best Selection, видані в грудні 2006 року та січні 2007 року Крім того, Охзора випустив ще 13 томів антологічної серії під назвою Kanon під їхнім лейблом Twin Heart Comics. Нині банкрутське видавництво Raporto також випустило 21 том-манго-антологію під назвою Kanon під маркою Raporto Comics у період з листопада 2000 р. По жовтень 2002 р. Остання антологія манги, колекція чотирьох панелей коміксів, випущена одним томом від Enterbrain під назвою Magi-Cu 4-koma Kanon, вийшла в січні 2007 року під їхнім лейблом MC Comics. Кожну з антологічних серій писали і малювали в середньому 20 осіб на том.

### Аніме
Перше аніме Kanon було створено японською анімаційною студією Toei Animation та режисером Наоюкі Іто. Тринадцять серій були випущені в ефір в Японії на телеканалі Фудзі з 31 січня по 28 березня 2002 року Пізніше серіал також транслювався на телеканалі Kansai. Пізніше в березні 2003 року вийшов один оригінальний епізод відеоанімації (OVA) під назвою «Kanon Kazahana» Аніме-серіал та OVA використовували пісні «Florescence» та «Flower» для відкриття та завершення тем відповідно. Хоча вона не відображається як кінцева тема в перших 12 епізодах або в OVA, кінцева тема гри «Where the Wind Reach» використовується як кінцева тема для серії в епізоді 13. Крім того, початкова тема гри «Останні жалі» звучить ближче до кінця епізоду 13 під час сцени ретроспекції.
Починаючи з 2006 року, Kyoto Animation, аніматори іншої ключової гри, яка перетворилася на аніме, Air, вирішили анімувати нову адаптацію Kanon. Ця версія, режисерована Тацуя Ісіхара і написанна Фуміхіко Сімо, була показана в період з 5 жовтня 2006 року по 15 березня 2007 року на BS-I, що містить 24 епізодів. Пізніше серія була ретранслявана на TBS. Компанія ADV Films оголосила 21 вересня 2007 року на з'їзді аніме Anime Weekend Atlanta, що офіційно дозволила другу аніме-серію Kanon. Раніше ADV розмістила трейлер серіалу в серпні 2007 року, але незабаром була виведена з мережі після того, як новина розповсюдилася в Інтернеті. Перший епізод з англійською дубльованою версією був доступний в Інтернеті в мережі Anime News Network з 23 по 30 грудня 2007 р. У липні 2008 року права на ліцензування другого аніме Kanon були передані ADV компанії Funimation Entertainment, яка продовжувала випускати серіали в Північній Америці.
Друга анімація TV Kanon має оновлену якість анімації та використовує той самий акторський склад, що і перше аніме, за винятком Юічі та Кузе. На відміну від першого аніме, пісні теми з гри Kanon використовуються для початкової теми другого аніме, кінцевої теми та саундтреку. Існує одна пісня, яку вставили в епізоді 16, що не прийшла з візуального роману, під назвою «Last regrets (X'mas floor style)» від Ейко Шімаміей з першого альбому від I've Sound Regret. Інші пісні використані з аранжуваних альбомів, виданих протягом багатьох років, до яких належать Anemoscope, Recollections, Re-feel та Ma-Na.

## Музика
Візуальний роман має дві основні пісні — початкову тему «Last regrets» та завершальну тему «Kaze no Tadoritsuku Basho» (яп. 風の辿り着く場所, Where the Wind Reaches) , обидві виконані Айаною. Слова для обох пісень написав Джун Маеда, а аранжував Кадзуя Такасе з « I've Sound». П'ять героїнь мають лейтмотиви. Тема Аю — "Hidamari no Machi" (яп. 日溜りの街, A Sunny City) ; Тема Наюкі — "Yuki no Shōjo" (яп. 雪の少女, Girl in the Snow) ; Тема Макото — «Лисиця і виноград»; Тема Шиорі — «Egao no Mukōgawa ni» (яп. 笑顔の向こう側に, Beyond the Smile); нарешті, тема Май — «Shōjo no Ori» (яп. 少女の檻, Girls' Prison).

## Спадщина
Згідно з національним рейтингом того, наскільки добре продаються ігри бішодзо на національному рівні в Японії, оригінальний випуск Kanon для Windows досяг найвищого рангу на другому місці в рейтингу. Через три роки, у червні 2002 року, вихідний реліз знову потрапив до 45, а потім знову до 46 наступних двох тижнів. Оригінальний реліз також попав в рейтинг після цього під номером 41 на початку липня 2002 р. Прем'єра Kanon Standard Edition відбулася під номером 16 в рейтингу. Kanon Standard Edition залишався в списку 50 найкращих протягом наступних двох місяців, досягнувши рейтингу 47 та 35. Для всіх вікових категорій Kanon Standard Edition відбулася прем'єра під номером 42 в національного рейтингу, наступного місяця вона зросла до 35, і після цього в рейтингу не з'являлася. Порт Dreamcast за перший тиждень продав 42 379 одиниць і став четвертою найпопулярнішою консольною грою в Японії за той тиждень. Kanon продала понад 300 000 одиниць на декількох платформах, не враховуючи випуску PSP.